# Richie Stringini
Christopher Richard Stringini (født 11. november 1986 i Chicago, Illinois, USA) er en Amerikansk skuespiller, danser, og sanger.

## Barndom
Richie Stringini blev 4 dage gammel adopteret af Kathleen og Robert Stringini, fra Wheaton, Illinois, USA. Han har, en ældre bror som hedder Bobby. Richie Stringini gik I skole på Acacia Academy. I LaGrange, Illinois. Han begyndte 4 år gammel som professionel model og skuespiller. Han har medvirket i filmen ” Rule Number One” i (2005), før han aflagde prøve i Florida, til en reality – TV show, som hedder Big in America (stor i Amerika)

## US5
Kendt som "Richie" i pop drengebandet US5 En gruppe som blev udviklet af Lou Pearlman gennem et tysk reality – Tv show, Big in America. 
han er et originalt medlem af US5, som nyder stor succes i Europa.